# Mikael VIII Palaiologos
Mikael VIII Palaiologos (grekiska: Μιχαήλ Η΄ Παλαιολόγος), född 1223, död 1282, bildade en ny dynasti i Kejsardömet Nicaea som den politiska eliten från Konstantinopel flytt till efter det fjärde korståget år 1204. 
Mikael VIII Palaiologos kunde år 1261 återerövra Konstantinopel från det Latinska riket och åter göra Konstantinopel till bysantinsk huvudstad. Han retirerade från Mindre Asien på grund av turkarna och dog år 1282.